# Юрдана Радославова
Юрдана Пенчова (Поппенчова) Радославова (изписване до 1945 година: Юрдана попъ Пенчова) е българска възрожденска просветна деятелка.

## Биография
Юрдана Радославова е родена около 1853 година в град Ловеч, Османската империя. Тя е най-малката дъщеря на килийния учител Христо Попович. Сестра на Васил Радославов и Михаил Радославов. Учи във взаимното и класното девическо училище в Ловеч при Екатерина Александрова-Сливкова и Ана Предич. Учителка е в Ловеч около 1875 – 1878 година.